# 柏木 (源氏物語)
柏木（かしわぎ）は、
1. 『源氏物語』五十四帖の巻名のひとつ。第36帖。巻名は作中で柏木（下記）の未亡人落葉の宮の母・一条御息所が詠む和歌「柏木に葉守の神はまさずとも人ならすべき宿の梢か」に因む。
2. 『源氏物語』に登場する架空の人物の通称。「柏木衛門督」とも呼ぶ。頭中将（内大臣）の長男。「柏木」とは、王朝和歌における衛門府、衛門督の雅称である。光源氏の息子・夕霧の友人。源氏（六条院）の妻・女三宮と密通し薫をもうけたことで源氏（六条院）に睨まれ早逝する。

- 源氏物語 > 源氏物語各帖のあらすじ > 柏木 (源氏物語)
- 源氏物語 > 源氏物語の登場人物 > 柏木 (源氏物語)

| 源氏物語五十四帖 |        |    |        |
| 各帖のあらすじ   |        |    |        |
| 帖               | 名     | 帖 | 名     |
| 1                | 桐壺   | 28 | 野分   |
| 2                | 帚木   | 29 | 行幸   |
| 3                | 空蝉   | 30 | 藤袴   |
| 4                | 夕顔   | 31 | 真木柱 |
| 5                | 若紫   | 32 | 梅枝   |
| 6                | 末摘花 | 33 | 藤裏葉 |
| 7                | 紅葉賀 | 34 | 若菜   |
| 8                | 花宴   | 35 | 柏木   |
| 9                | 葵     | 36 | 横笛   |
| 10               | 賢木   | 37 | 鈴虫   |
| 11               | 花散里 | 38 | 夕霧   |
| 12               | 須磨   | 39 | 御法   |
| 13               | 明石   | 40 | 幻     |
| 14               | 澪標   | 41 | 雲隠   |
| 15               | 蓬生   | 42 | 匂宮   |
| 16               | 関屋   | 43 | 紅梅   |
| 17               | 絵合   | 44 | 竹河   |
| 18               | 松風   | 45 | 橋姫   |
| 19               | 薄雲   | 46 | 椎本   |
| 20               | 朝顔   | 47 | 総角   |
| 21               | 少女   | 48 | 早蕨   |
| 22               | 玉鬘   | 49 | 宿木   |
| 23               | 初音   | 50 | 東屋   |
| 24               | 胡蝶   | 51 | 浮舟   |
| 25               | 蛍     | 52 | 蜻蛉   |
| 26               | 常夏   | 53 | 手習   |
| 27               | 篝火   | 54 | 夢浮橋 |

## あらすじ

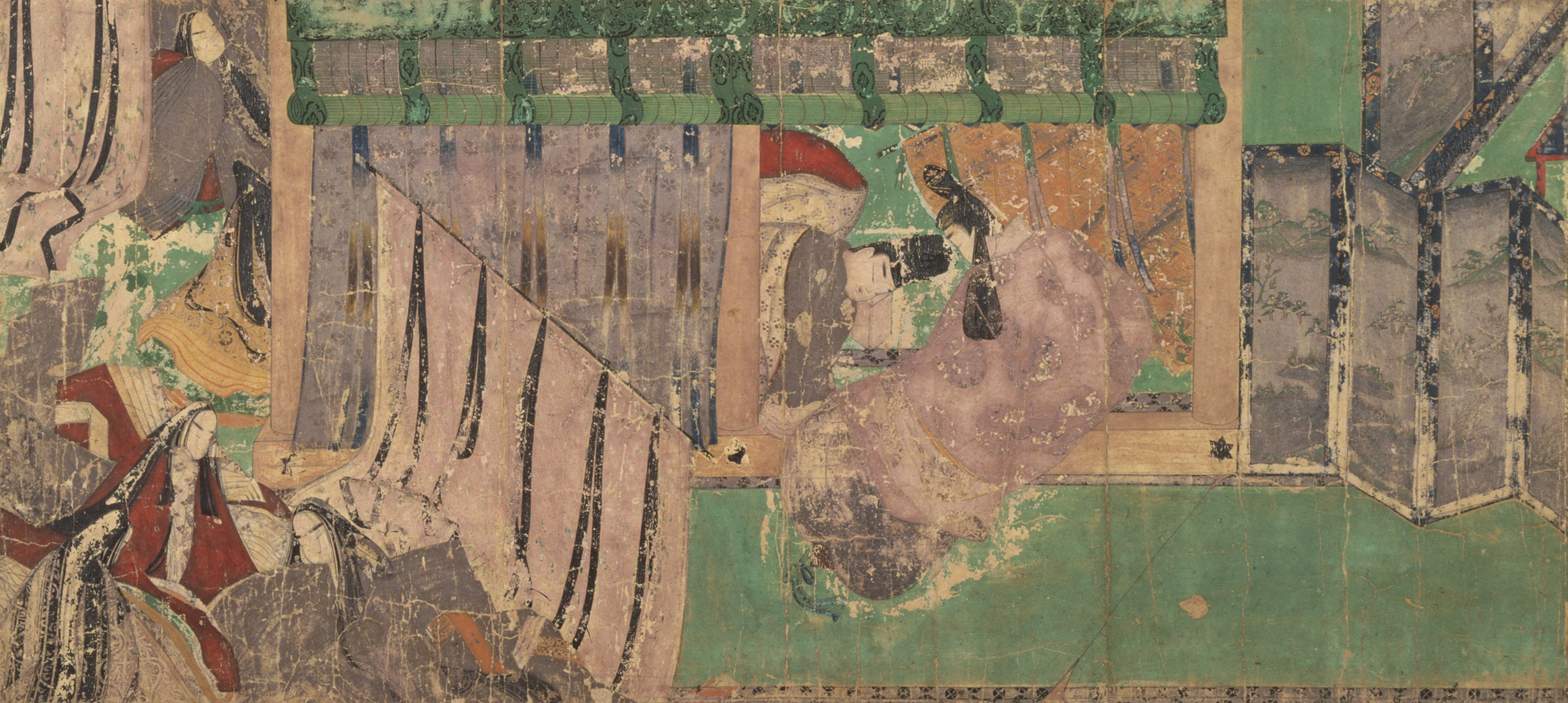
『源氏物語絵巻』柏木　病床にある柏木と夕霧との対面

光源氏（六条院）の48歳一月から四月までの話。
病床に伏した柏木はこれまでと覚悟し、女三宮に文を送る。小侍従にせかされて女三宮もしかたなく返事を書き、柏木は涙にむせんだ。その後女三宮は無事男子（薫）を出産したもののすっかり弱り切り、心配して密かに訪れた朱雀院に出家を願った。傍らで見守っていた源氏（六条院）も今さらながら慌てて引き留めようとしたが、女三宮の決意は固く、当の女三宮からは源氏（六条院）の仕打ちを恨んでいた事を態度で示され、その宵のうちに朱雀院の手で髪を下ろしてしまった。朱雀院は「いずれ山奥の寺へと移す事になると思うが、そうなっても宮の事は見捨てないように」と源氏（六条院）に釘を刺し、自身が住む寺へと帰って行った。
女三宮の出家を知った柏木は絶望、両親や兄弟たちに後のことを託し、離れ離れの妻落葉の宮も涙に暮れる。柏木の病状を哀れんだ今上帝は柏木を元気付けるために権大納言の位を贈った。彼の昇進を祝い、致仕の大臣邸には多数の人が詰め掛けていた。夕霧が心配して見舞いにやってくると、柏木はそれとなく源氏（六条院）の不興を買ったことを告げて、夕霧からとりなしてほしいと頼んだ。兄弟たちも皆悲しむ中で柏木はとうとう死去、とりわけ両親の嘆きは激しく、伝え聞いた女三宮も憐れに思って泣いた。
三月に薫の五十日の祝いが催され、薫を抱き上げた源氏（六条院）はその容姿の美しさに柏木の面影を見て、さすがに怒りも失せ涙した。一方夕霧は事の真相を気にしながら、柏木の遺言を守って未亡人となった落葉の宮の元へ訪問を重ね、そのゆかしい暮らしぶりに次第に心惹かれていった。

## 人物
頭中将の嫡男で、母は桐壺帝の右大臣の四の君。同母兄弟に紅梅、弘徽殿女御がいる。『源氏物語』第二部の重要人物。上記のように「柏木」とは本名ではなく、官位・巻名から付けられた通称である。
才芸豊かな貴公子であり、和琴や蹴鞠、笛を得意とした。従兄弟にあたる夕霧とは親友である。玉鬘が現れた当初、異母姉弟と知らずに想いを寄せて文を贈ったこともあったが、祖母・大宮の逝去で異母姉と知り「とんだ恥をかいた」とぼやく。「若菜」では妻に迎えるなら内親王をと強く望み、女三宮の降嫁を熱心に願った。結局叶わず落葉の宮を正室としたが、ふとしたことから女三宮を垣間見て以来恋情やみがたく、兄宮である東宮の伝手でその飼い猫を得て自分を慰めたものの、源氏（六条院）の留守に女三宮の乳母子の女房（小侍従）に迫り手引きさせて思いを遂げる。この結果女三宮は薫を身ごもり、事実を知った源氏（六条院）に宴席で皮肉を言われた柏木は恐怖のあまり自失、死の床についた。
いまわの際に落葉の宮との対面を望むが、彼を偏愛する両親に妨げられてこれは果たされず、夕霧に後事を託した。また死後に形見の笛が夕霧に贈られた際、夕霧の夢枕に立って我が子（薫）に伝えて欲しいと仄めかした。